# 甲賀町高嶺
甲賀町高嶺（こうかちょうたかみね）は、滋賀県甲賀市にある地名。

## 地理
甲賀市甲賀町の南部に位置し、東は甲賀町五反田、南は三重県伊賀市東湯舟・三重県伊賀市小杉、西は甲南町上馬杉、北は甲賀町和田に接する。南北に滋賀県道51号東湯舟甲賀線が通じる。なお、高嶺から伊賀市小杉へ通じる峠道に宮の前越えがある。

## 歴史
中世には油日荘、馬杉荘の一部とされ、また和田の分郷ともいう。甲賀郡中惣の奉行としてもみえる高嶺氏が領したとされる。1585年の甲賀ゆれと水口岡山城築城によりその支配下に入ったと考えられる。

## 世帯数と人口
2019年（令和元年）10月31日現在の世帯数と人口は以下の通りである。
| 町丁       | 世帯数 | 人口  |
| ---------- | ------ | ----- |
| 甲賀町高嶺 | 43世帯 | 138人 |

## 学区
市立小・中学校に通う場合、学区は以下の通りとなる。
| 番・番地等 | 小学校             | 中学校             |
| ---------- | ------------------ | ------------------ |
| 全域       | 甲賀市立油日小学校 | 甲賀市立甲賀中学校 |

## 交通
- 滋賀県道51号東湯舟甲賀線

## 施設
- 福明寺 - 木造薬師如来坐像、木造阿弥陀如来坐像、木造地蔵菩薩坐像が伝わる
- 高嶺公民館
- 高嶺南城跡など多数の中世城館跡あり

## その他

### 日本郵便
- 郵便番号 : 520-3424[3]（集配局：甲賀郵便局[7]）